# Рекейшу
Рекейшу (порт. Requeixo) — район (фрегезия) в Португалии, входит в округ Авейру. Является составной частью муниципалитета Авейру. Находится в составе крупной городской агломерации Большое Авейру. По старому административному делению входил в провинцию Бейра-Литорал. Входит в экономико-статистический субрегион Байшу-Воуга, который входит в Центральный регион. Население составляет 1198 человек. Занимает площадь 11,80 км².
Покровителем района считается С. Паиу (порт. S. Paio). 

## История
Район основан в 1209 году.